# Jacques Lelong
Jacques Lelong, född den 19 april 1665 i Paris, död där den 13 augusti 1721, var en fransk bibliograf.
Lelong tillhörde oratorianernas orden och var bibliotekarie vid dess seminarium, sedermera vid ordenshuset S:t Honoré i Paris. Bland hans arbeten kan nämnas Bibliotheca sacra, seu syllabus omnium ferme sacrae scripturae editionum ac versionum (1709, 2 band; 1723 reviderat; 3:e upplagan, ofullbordad, 1778-90) och Bibliothéque l'historique de la France, contenant le catalogue des ouvrages imprimés et manuscrits qui traitent de l'histoire de ce royaume ou qui y ont rapport. Avec des notes critiques et historiques (1719; ny upplaga av Fevret de Fontette, i 5 band, 1768-77), ett verk, som utgör mönstret för Warmholtz "Bibliotheca historica sueo-gothica".